# PlayOnLinux
PlayOnLinux – stworzona dla systemu Linux aplikacja ułatwiająca instalację oraz konfigurację gier i aplikacji przeznaczonych dla systemów Windows. PlayOnLinux funkcjonuje w oparciu o aplikację Wine o podobnym przeznaczeniu. Skrypty przypominają instalatory z systemu Microsoft Windows.
Istnieje również wersja przeznaczona dla komputerów Mac z systemem OS X o nazwie PlayOnMac.